# Die Abenteuer der Maus auf dem Mars
Die Abenteuer der Maus auf dem Mars ist der Titel einer Zeichentrickserie und eines Kinderbuches.

## Produktion
Die von 1975 bis 1977 produzierte Fernsehreihe umfasst 52 Episoden zu je fünf Minuten und war eine Koproduktion von Fernsehanstalten und Produktionsfirmen aus Deutschland (BR, Telepool), Österreich (ORF), der Schweiz (SRF), Ungarn (Pannonia Filmstudio) und Jugoslawien (Radiotelevizija Ljubljana, Radiotelevizija Zagreb). Regie und Produktion waren in Ungarn angesiedelt. Die deutsche Erstausstrahlung fand am 7. Januar 1976 im Bayerischen Fernsehen statt. Im ORF erfolgte die Ausstrahlung im Rahmen des Betthupferls.
Entstanden sind die Abenteuer der Maus auf dem Mars infolge eines Fabulierwettbewerbs, bei dem Kinder eingeladen waren, ihre Ideen für Geschichten einzusenden. Aus fünf Ländern kamen insgesamt rund 22.000 Zusendungen. Auf Basis einiger der Ideen entwickelten die Autoren Gabi Kubach und Peter F. Bringmann die 52 Episoden der Serie.
Der Ueberreuter-Fabulierwettbewerb fand 1971 statt (25 Jahre Verlag Ueberreuter, 10 Jahre Annette Betz Verlag). 6671 Kinder schrieben Geschichten. 100 Geschichten wurden ausgewählt und 1972 im Buch Die Maus auf dem Mars veröffentlicht (ISBN 3-8000-2131-5).

## Inhalt
Ursprünglich lebte die Maus in Cape Canaveral, wurde aber mit einer Rakete auf den Mars geschossen und konnte nicht mehr zurückkehren. Auf dem Mars erlebt sie mit ihren Nachbarn, einem Marsianer und einem Maulwurf, viele Abenteuer. Acht geben muss die Maus aber beim Verzehr von Dondrinen, rotweißgestreiften Zuckerstangen, die auf Bäumen wachsen, denn von diesen wurde sie immer viel zu groß.

## Episodenliste

### Staffel 1
| Nr. | Episodentitel                          | Erstausstrahlung (Deutschland) |
| --- | -------------------------------------- | ------------------------------ |
| 1   | Das Sandwesen und die großen Seen      | 7. Januar 1976                 |
| 2   | Der Sternenspiegel                     | 14. Januar 1976                |
| 3   | Der Marsmensch                         | 21. Januar 1976                |
| 4   | Der Hausbau                            | 28. Januar 1976                |
| 5   | Das Krateramt                          | 4. Februar 1976                |
| 6   | Der Tierforscher                       | 11. Februar 1976               |
| 7   | Die Traumballons                       | 18. Februar 1976               |
| 8   | Das Ungeheuer                          | 25. Februar 1976               |
| 9   | Gefangen im Marszoo                    | 3. März 1976                   |
| 10  | Das Fernsehteam                        | 10. März 1976                  |
| 11  | Das Funkgerät                          | 17. März 1976                  |
| 12  | Die Mäuseinvasion                      | 24. März 1976                  |
| 13  | Die Stiefelstadt                       | 31. März 1976                  |
| 14  | Die Roboterstadt                       | 7. April 1976                  |
| 15  | Der Marskönig                          | 14. April 1976                 |
| 16  | Im Zauberreich der Marsmenschen        | 21. April 1976                 |
| 17  | Die wundersame Tierwelt                | 28. April 1976                 |
| 18  | Vom schmutzigen Dorf ins Mäuseparadies | 5. Mai 1976                    |
| 19  | In der Pussystadt                      | 12. Mai 1976                   |
| 20  | Das Marsfest                           | 19. Mai 1976                   |
| 21  | Der Rennspiegel                        | 26. Mai 1976                   |
| 22  | Die Blumenkinder und die Minilis       | 2. Juni 1976                   |
| 23  | Die Musikstadt                         | 9. Juni 1976                   |
| 24  | Auf anderen Planeten                   | 16. Juni 1976                  |
| 25  | Das Katzentuch                         | 23. Juni 1976                  |
| 26  | Der weise Koch                         | 14. Juli 1976                  |

### Staffel 2
| Nr. | Episodentitel                                   | Erstausstrahlung (Deutschland) |
| --- | ----------------------------------------------- | ------------------------------ |
| 1   | Das Mäuseorchester                              | 10. Januar 1982                |
| 2   | Die Wüste voll von allem                        | 17. Januar 1982                |
| 3   | Der gefährliche Marsfußball                     | 24. Januar 1982                |
| 4   | Die Katze von der Venus                         | 31. Januar 1982                |
| 5   | Die Seifenblase                                 | 7. Februar 1982                |
| 6   | Die Reise an den Planeten der Marsroboter       | 14. Februar 1982               |
| 7   | Die Maus lernt Fremdsprachen                    | 21. Februar 1982               |
| 8   | Auch eine Katze kann die Maus beglücken         | 28. Februar 1982               |
| 9   | Das musikalische Stachelschwein                 | 7. März 1982                   |
| 10  | Die geflügelte Maus                             | 14. März 1982                  |
| 11  | Die Maus im Zylinder                            | 21. März 1982                  |
| 12  | Der widerspenstige Kaktus                       | 28. März 1982                  |
| 13  | Der Marspirat                                   | 4. April 1982                  |
| 14  | Der fliegende Teller                            | 18. April 1982                 |
| 15  | Die Kaumaus                                     | 25. April 1982                 |
| 16  | Der Käseplanet                                  | 2. Mai 1982                    |
| 17  | Vom Winde verweht                               | 14. Juni 1982                  |
| 18  | Der Besuch                                      | 19. Juni 1982                  |
| 19  | Wer spielt im Marskino?                         | 20. September 1982             |
| 20  | Der Weltraumzirkus                              | 5. Januar 1983                 |
| 21  | Die Maus im Zodiak                              | 22. Mai 1982                   |
| 22  | Die Märchen auf dem Mars                        | 10. Juli 1982                  |
| 23  | Der Zauberer, der auf dem Mars herrschen wollte | 27. September 1982             |
| 24  | Die Suche nach der Maus                         | 11. Oktober 1982               |
| 25  | Die große Mausexpedition                        | 4. Oktober 1982                |
| 26  | Der Mäuseplanet                                 | 11. Juli 1982                  |

## Ausgaben
Seit 2006 (2. Staffel) und 2007 (1. Staffel) ist die Serie auf DVD erhältlich.
- 84 Kinder schrieben dieses Buch: Die Abenteuer der Maus auf dem Mars. Die schönsten Geschichten aus dem 3. Fabulierwettbewerb der Verlage Carl Ueberreuter und Annette Betz. Wien; Heidelberg: Ueberreuter, 1976. ISBN  3-8000-2159-5